# Taj Mahal Palace
Pour les articles homonymes, voir Taj, Mahal (homonymie) et Taj Mahal (homonymie).
Le Taj Mahal Palace est un hôtel de luxe situé à Bombay (Maharashtra, Inde). 

## Description
Ouvert en 1903, l'hôtel est l'établissement emblématique de Taj Hotels Resorts and Palaces, une filiale du groupe Tata. Il compte 560 chambres, 44 suites et 11 restaurants.
L'hôtel a été l'une des cibles des attaques terroristes de 2008.